# マンデーMLB
『マンデーMLB』はBSテレ東で2022年4月11日から放送開始のテレビのスポーツ中継番組。

## 概要
この番組では、大谷翔平が所属する、メジャーリーグ・エンゼルスの試合を中心に中継録画という形で月曜日の夜に送るスポーツ中継番組である。
この番組について、テレビ東京スポーツ局プロデューサーの横田栄治は「昨年圧倒的な活躍でMVPに輝いた大谷翔平。投打に更なる進化を遂げ、今シーズンまさに歴史を作り続けようとする彼の「一挙手一投足が見たい!」という、みんなの思いを届けます。打って良し!投げて良し!ベンチで佇む姿も画になる大谷の「ニュースでは伝わらない」魅力が盛りだくさん!みなさんもゴールデンタイム、食事にテレビ観戦と「二刀流」でお楽しみください!」と意気込みを示した。

## 放送時間
- 毎週月曜日 18:54 - 20:54

## 出演者

### 解説
- 川﨑宗則
- 岩隈久志
- 高橋尚成

### 実況
特記のない場合はテレビ東京アナウンサー
- 植草朋樹
- 島田弘久